# Список полных кавалеров ордена Трудовой Славы/И
В настоящем списке представлены в алфавитном порядке полные кавалеры ордена Трудовой Славы, чьи фамилии начинаются с буквы «И». Список содержит информацию о датах Указов о присвоении звания, профессии награждённых, дате рождения и дате смерти. В настоящее время список не является завершённым и нуждается в дополнениях и уточнениях.
| №  | Фамилия, имя, отчество         | Даты жизни              | Профессия | Дата Указа и номер ордена                                                 | ГС        |
| -- | ------------------------------ | ----------------------- | --- | ------------------------------------------------------------------------- | --------- |
| 1  | Иакобишвили, Тенгиз Георгиевич | род. 1936               | Механизатор колхоза села Верхнее Мачхаани Цителицкаройского района Грузинской ССР | 3 ст. 14.02.1975 № 7161 2 ст. 27.12.1976 № 2734 1 ст. 07.07.1986 № 381    | [ ГС 1 ]  |
| 2  | Ибраимов, Сырманбет            | род. 1935               | Старший чабан конезавода № 113 Таласского района Таласской области | 3 ст. 10.03.1976 № 199534 2 ст. 16.03.1981 № 18527 1 ст. 07.07.1986 № 455 |           |
| 3  | Иванашкин, Юрий Филиппович     | род. 28.10.1946         | Бригадир слесарей механосборочных работ Красноярского комбайнового завода Красноярского производственного объединения по зерноуборочным комбайнам Министерства автомобильного и сельскохозяйственного машиностроения СССР | 3 ст. 04.05.1975 № 98617 2 ст. 10.03.1981 № 11032 1 ст. 01.10.1991 № 938  | [ ГС 2 ]  |
| 4  | Иванов, Анатолий Иванович      | род. 1931               | Машинист экскаватора специализированного управления «Экскавация» треста «Череповецспецстрой» Министерства строительства предприятий тяжёлой индустрии СССР, гор. Череповец Вологодской области                            | 3 ст. 21.04.1975 № 87442 2 ст. 19.03.1981 № 12342 1 ст. 18.12.1986 № 589  | [ ГС 3 ]  |
| 5  | Иванов, Герман Григорьевич     | род. 26.09.1949         | Водитель автомобиля колхоза «Правда» Константиновского района Ростовской области | 3 ст. 30.03.1978 № 224031 2 ст. 29.08.1986 № 27315 1 ст. 21.10.1991 № 941 | [ ГС 4 ]  |
| 6  | Иванов, Пётр Зиновьевич        | род. 24.04.1937         | Бригадир токарей Хмельницкого завода кузнечно-прессового оборудования имени В. В. Куйбышева Министерства станкостроительной и инструментальной промышленности СССР                                                        | 3 ст. 24.04.1975 № 116733 2 ст. 11.03.1981 № 14941 1 ст. 10.06.1986 № 351 | [ ГС 5 ]  |
| 7  | Иванов, Яков Михайлович        | 31.10.1941 — 04.06.1999 | Матрос рыболовного консервного траулера «Генерал Петров» Севастопольского производственного объединения рыбной промышленности «Атлантика» Министерства рыбного хозяйства СССР                                             | 3 ст. 03.04.1978 № 225223 2 ст. 04.07.1986 № 40782 1 ст. 23.07.1991 № 903 |           |
| 8  | Иванова, Валентина Ивановна    | род. 1947               | Доярка колхоза «Октябрь» Джамбулского района Джамбулской области | 3 ст. 14.02.1975 № 6694 2 ст. 24.12.1976 № 370 1 ст. 07.07.1986 № 370     | [ ГС 6 ]  |
| 9  | Иванчиков, Михаил Михайлович   | род. 01.01.1938         | Механизатор колхоза имени XXIV съезда КПСС Чечерского района Гомельской области | 3 ст. 27.12.1976 № 360282 2 ст. 26.03.1982 № 17545 1 ст. 17.08.1988 № 628 | [ ГС 7 ]  |
| 10 | Ивашенкова, Екатерина Ивановна | род. 19.03.1942         | Бригадир фасовщиков Красногорского завода лекарственных трав Министерства медицинской и микробиологической промышленности СССР, Московская область                                                                        | 3 ст. 22.04.1975 № 120644 2 ст. 31.03.1981 № 9130 1 ст. 03.06.1986 № 306  | [ ГС 8 ]  |
| 11 | Иващенко, Андрей Фёдорович     | 15.10.1935 — 09.2001    | Тракторист-машинист колхоза-племзавода «Гвардеец» Апанасенковского района Ставропольского края | 3 ст. 14.02.1975 № 17935 2 ст. 12.03.1982 № 19864 1 ст. 23.08.1990 № 771  |           |
| 12 | Ивушкин, Владимир Иванович     | 09.06.1942 — 12.03.1999 | Монтажник связи — спайщик Куйбышевского строительно-монтажного управления треста «Союзтелефонстрой» Министерства связи СССР                                                                                               | 3 ст. 22.04.1975 № 63405 2 ст. 02.04.1981 № 8051 1 ст. 03.07.1986 № 413   | [ ГС 9 ]  |
| 13 | Изедин, Гафар                  | род. 1933               | Газоэлектросварщик производственного управления «Водоканал» Министерства жилищно-коммунального хозяйства Узбекской ССР, гор. Янгиюль Ташкентской области                                                                  | 3 ст. 12.05.1975 № 137814 2 ст. 15.04.1981 № 16890 1 ст. 14.08.1986 № 513 | [ ГС 10 ] |
| 14 | Икромов, Отамурод              | род. 1929               | Колхозник колхоза «Ленинград» Пролетарского района Ленинабадской области | 3 ст. 10.03.1976 № 193532 2 ст. 26.02.1981 № 18604 1 ст. 24.07.1986 № 473 |           |
| 15 | Иовлев, Дмитрий Михайлович     | 12.12.1946 — 27.12.2022 | Бригадир слесарей Автомобильного завода имени Ленинского комсомола производственного объединения «Москвич» Министерства автомобильной промышленности СССР, гор. Москва                                                    | 3 ст. 22.04.1975 № 116440 2 ст. 16.01.1981 № 4087 1 ст. 10.06.1986 № 331  | [ ГС 11 ] |
| 16 | Ирбе, Айна Карловна            | род. 23.12.1937         | Бригадир птицефабрики «Кекава» Рижского района Латвийской ССР | 3 ст. 10.03.1976 № 197531 2 ст. 16.12.1980 № 4700 1 ст. 07.07.1986 № 454  | [ ГС 12 ] |
| 17 | Иртегов, Павел Егорович        | род. 1933               | Машинист предприятия Министерства транспортного строительства СССР, гор. Краснодар | 3 ст. 29.08.1975 № 118818 2 ст. 05.02.1981 № 9718 1 ст. 29.04.1985 № 123  |           |
| 18 | Иршенко, Наталия Сергеевна     | род. 15.07.1937         | Оператор машинного доения колхоза имени Горького Глобинского района Полтавской области | 3 ст. 24.12.1976 № 182010 2 ст. 14.12.1984 № 14294 1 ст. 07.06.1990 № 703 | [ ГС 13 ] |
| 19 | Иськив, Яков Антонович         | род. 1932               | Водитель автомобиля Радеховского лесхоза Государственного комитета СССР по лесному хозяйству, Львовская область | 3 ст. 24.04.1975 № 32815 2 ст. 14.04.1981 № 14778 1 ст. 13.08.1986 № 505  |           |
| 20 | Ишкильдин, Люцир Мирзаянович   | род. 20.07.1939         | Водитель автосамосвалов Учалинского горно-обогатительного комбината Министерства цветной металлургии СССР, Башкирская АССР                                                                                                | 3 ст. 10.03.1976 № 316423 2 ст. 02.03.1981 № 8973 1 ст. 29.04.1986 № 239  | [ ГС 14 ] |